# Nachal Gvul
Nachal Gvul (hebrejsky: נחל גבול) je vádí v severním Izraeli, na pomezí Dolní Galileji a údolí řeky Jordán.
Začíná v nadmořské výšce okolo 200 metrů na jižních svazích náhorní planiny Ramat Kochav, jež je východní výspou vysočiny Ramot Jisachar. Vádí směřuje k jihu, míjí lokalitu Chirbet Gvul (חרבת גבול), která uchovává stavební zbytky arabské vesnice Džabul, jež tu stála do roku 1948 a která navazovala na židovské sídlo zmiňované v Talmudu. Sestupuje po prudkých, bezlesých svazích a ústí do vádí Nachal Jisachar, nedaleko od okraje příkopové propadliny řeky Jordán.